# Rok Justin
Rok Justin (* 6. April 1993) ist ein ehemaliger slowenischer Skispringer.

## Werdegang
Justin, der für den Verein SSD Stol Žirovnica startet, gab sein internationales Debüt als 13-Jähriger bei FIS-Springen in Planica am 24. und 25. Februar 2007. Nach hinteren Platzierungen konnte er beim Junioren-Springen in Toblach im März unter die besten zwanzig springen. Nachdem er auch im März 2008 steigende Leistungen bei den FIS-Springen und Junioren-Wettbewerben gezeigt hatte, startete er am 5. September 2008 erstmals im Alpencup. Erstmals gelang ihm im Dezember 2008 in Seefeld in Tirol der Sprung in die Punkteränge.
Beim Europäischen Olympischen Winter-Jugendfestival 2009 auf den Skalite-Schanzen im polnischen Szczyrk gewann Justin gemeinsam mit Jaka Hvala, Luka Leban und Peter Prevc im Teamwettbewerb die Goldmedaille. Eine Woche später wurde er mit der Mannschaft Zweiter beim Junioren-Springen in Baiersbronn. Beim Alpencup 2009/10 erreichte er in Seefeld mit dem sechsen Platz sein bis dahin bestes Einzelergebnis. Nachdem er im Juli 2009 bereits erfolglos in Villach an den Start gegangen war, startete er im Januar 2010 erneut im FIS-Cup. Bereits im ersten Springen in Lauscha sammelte er erste FIS-Cup-Punkte.
Auch in den folgenden Springen im FIS- und im Alpencup konnte er überwiegend gute Ergebnisse erzielen. Nachdem ihm im Januar in Hinterzarten ein dritter Platz im Alpencup gelungen war, startete er bei den Nordischen Junioren-Skiweltmeisterschaften 2011 im estnischen Otepää und erreichte dort mit der Mannschaft den fünften Platz im Teamspringen. Im Einzelwettbewerb sprang Justin auf den 17. Platz.
Nach weiteren erneut guten Ergebnissen im FIS-Cup und im Alpencup gab Justin am 19. Februar 2011 sein Debüt im Skisprung-Continental-Cup. Nachdem er im ersten Springen von Kranj die Punkteränge nur knapp verfehlt hatte, gewann er im zweiten Springen seine ersten Continental-Cup-Punkte. Auch im Sommer-Continental Cup auf gleicher Schanze gelang ihm dieser Erfolg. Nachdem er im Anschluss daran weiter im Alpencup erfolgreich war und in Ramsau am Dachstein zwei Podestplatzierungen erreicht hatte, startete er im Dezember 2011 erneut im Continental Cup. In Engelberg gelang ihm nach einem 38. Platz im ersten der 18. Platz im zweiten Springen. Im Januar konnte er im FIS-Cup beide Springen auf dem Trampolino dal Ben in Predazzo gewinnen. Trotz dieses Erfolges pendelte Justin auch weiterhin zwischen FIS-, Alpen- und Continental Cup.
Bei den Nordischen Junioren-Skiweltmeisterschaften 2012 im türkischen Erzurum verpasste er mit der Mannschaft die Podestränge als Vierter im Teamspringen knapp, nachdem er im Einzel auf Rang elf gesprungen war. Für den Rest des Jahres verblieb Justin mit einer Ausnahme im Juli im Alpencup. Ab dem Springen von Zakopane im Januar 2013 gehörte Justin zum festen Kader im Continental Cup. Am 20. Januar 2013 gelang ihm mit dem 22. Platz in Bischofshofen im siebenten Springen ein Achtungserfolg und erneut ein Punktegewinn. Nur eine Woche später konnte er in Titisee-Neustadt auf der Hochfirstschanze mit dem zweiten Rang sein erstes Continental-Cup-Podium feiern. Bei den Slowenischen Meisterschaften im Skispringen 2013 in Kranj erreichte er im Einzel den zehnten Platz. Gut vier Wochen später gewann Justin auf dem Tramplin Stork in Nischni Tagil seine beiden ersten Springen im Continental Cup.
Am 7. Dezember 2013 gab Justin im norwegischen Lillehammer sein Weltcupdebüt, verpasste als 38. jedoch die Teilnahme am zweiten Durchgang und damit die Punkteränge. Zwei Wochen sprang er auf der Gross-Titlis-Schanze in Engelberg auf den 16. Platz und erreichte damit seine ersten 15 Weltcuppunkte. Dies ist auch sein bisher bestes Resultat bei einem Weltcupspringen.
Im Oktober 2018 wurde Justin erstmals slowenischer Meister.
Im März 2021 gab Justin sein Karriereende bekannt. Seinen letzten Wettbewerb im Skisprung-Weltcup absolvierte er am 26. März 2021 beim Skifliegen in Planica.

## Erfolge

### Continental-Cup-Siege im Einzel
| Nr. | Datum             | Ort           | Typ           |
| --- | ----------------- | ------------- | ------------- |
| 01. | 16. März 2013     | Nischni Tagil | Normalschanze |
| 02. | 17. März 2013     | Nischni Tagil | Normalschanze |
| 03. | 11. Januar 2014   | Courchevel    | Normalschanze |
| 04. | 12. Januar 2014   | Courchevel    | Normalschanze |
| 05. | 1. März 2014      | Falun         | Normalschanze |
| 06. | 15. März 2014     | Nischni Tagil | Großschanze   |
| 07. | 27. Dezember 2014 | Engelberg     | Großschanze   |
| 08. | 4. März 2016      | Vikersund     | Großschanze   |
| 09. | 31. August 2019   | Râșnov        | Normalschanze |
| 10. | 1. September 2019 | Râșnov        | Normalschanze |
| 11. | 8. Februar 2020   | Brotterode    | Großschanze   |

## Statistik

### Weltcup-Platzierungen
| Saison  | Platz | Punkte |
| ------- | ----- | ------ |
| 2013/14 | 74.   | 015    |
| 2014/15 | 75.   | 005    |
| 2019/20 | 40.   | 052    |

### Grand-Prix-Platzierungen
| Saison | Platz | Punkte |
| ------ | ----- | ------ |
| 2013   | 23.   | 123    |
| 2014   | 76.   | 004    |
| 2017   | 23.   | 111    |
| 2020   | 11.   | 042    |

### Continental-Cup-Platzierungen
| Saison  | Platz | Punkte |
| ------- | ----- | ------ |
| 2010/11 | 174.  | 002    |
| 2011/12 | 119.  | 021    |
| 2012/13 | 025.  | 422    |
| 2013/14 | 003.  | 882    |
| 2014/15 | 033.  | 375    |
| 2015/16 | 013.  | 576    |
| 2016/17 | 009.  | 723    |
| 2017/18 | 054.  | 169    |
| 2018/19 | 014.  | 660    |
| 2019/20 | 004.  | 887    |